# Ибраимов, Анатай
Анатай (Анатолий) Ибраимов (3 февраля 1948, Чёч-Дёбё, Таласская область — 1989, Манасский район, Таласская область) — советский киргизский легкоатлет, специалист по бегу на длинные дистанции. Выступал на всесоюзном уровне в 1970-х годах, бронзовый призёр чемпионата СССР и Спартакиады народов СССР, победитель первенств всесоюзного и республиканского значения. Представлял Фрунзе и спортивное общество «Алга». Мастер спорта СССР.

## Биография
Анатай Ибраимов родился 3 февраля 1948 года в селе Чёч-Дёбё Манасского района Таласской области Киргизской ССР. Увлёкся бегом ещё во время учёбы в школе, выступал в основном на дистанциях 1500, 3000 и 5000 метров.
Впоследствии занимался лёгкой атлетикой во Фрунзе, выступал за добровольное спортивное общество «Алга». В 1969 году выполнил норматив мастера спорта СССР. В 1972 году окончил Киргизский государственный институт физической культуры.
Впервые заявил о себе на взрослом всесоюзном уровне в сезоне 1973 года, когда на чемпионате СССР в Москве в зачёте бега на 5000 метров финишировал седьмым.
В 1974 году на следующем чемпионате СССР в Москве в той же дисциплине показал пятый результат.
В 1975 году на 5000-метровой дистанции завоевал бронзовые награды на Мемориале братьев Знаменских в Москве и на чемпионате страны в рамках VI летней Спартакиады народов СССР в Москве, тогда как на всесоюзных соревнованиях в Подольске превзошёл всех соперников и установил свой личный рекорд — 13:38.6.
В апреле 1976 года на Мемориале Знаменских в Сочи в беге на 5000 метров финишировал девятым.
После завершения спортивной карьеры проявил себя как спортивный функционер. С 1982 года занимал должность председателя Таласского областного комитета спорта, с 1983 года — председатель спорткомитета Токтогульского района, с 1986 года — председатель спорткомитета Манасского района.
Умер в 1989 году в Манасском районе.